# Erwin Leder
Pour les articles homonymes, voir Leder.
Erwin Leder est un acteur autrichien, né le 30 juillet 1951 à Sankt Pölten. Il est connu pour avoir incarné le chef mécanicien Johann dans le film de guerre Das Boot (1981), mais aussi le tueur en série psychopathe dans le film d'horreur acclamé et culte Schizophrenia (1983), interdit dans plusieurs pays européens en raison de sa violence extrême.

## Filmographie

### Cinéma
- 1978 : Auf freiem Fuss de Peter Keglevic : Werner
- 1981 : Le Bateau (Das Boot) de Wolfgang Petersen : Johann
- 1982 : Die letzte Rache de Rainer Kirberg : Weltkenner
- 1983 : Schizophrenia (Angst) : le tueur
- 1984 : Tod eines Lesenden de Michael Glawogger (court métrage)
- 1985 : Marie Ward - Zwischen Galgen und Glorie d'Angelika Weber : le soldat mourant
- 1989 : Les Poissons morts (Die toten Fische) de Michael Synek
- 1989 : Eis de Berthold Mittermayr : Sandor
- 1991 : Im Dunstkreis de Berthold Mittermayr
- 1993 : Les Trois Mousquetaires (The Three Musketeers) de Stephen Herek : un paysan
- 1993 : Krücke de Jörg Grünler : l'homme ivre
- 1993 : La Liste de Schindler (Schindler's List) de Steven Spielberg : un officier de la Waffen SS
- 1994 : Also schlafwandle ich am hellichten Tage de Hubert Sauper
- 1995 : Internationale Zone de Milan Dor
- 1995 : Die Knickerbocker-Bande: Das sprechende Grab de Marijan D. Vajda (de) : Rudolfo Conté
- 1997 : Der Unfisch de Robert Dornhelm : le gendarme Hermann
- 1997 : Die Schuld der Liebe d'Andreas Gruber : le policier allemand
- 1998 : Vom Luxus der Liebe de Carl Andersen
- 2001 : Gelbe Kirschen de Leopold Lummerstorfer : Orlando
- 2003 : Underworld de Len Wiseman : Singe
- 2005 : Happy End. de Daniel Stieglitz : le père
- 2006 : Klimt de Raoul Ruiz : un infirmier
- 2006 : Taxidermie (Taxidermia) de György Pálfi : Krisztián
- 2006 : Gefangene de Iain Dilthey : Tankwart
- 2006 : Chien Fuck! de Carl Andersen
- 2007 : Gay Hell at Dante Café de Malga Kubiak : le vampire parlant
- 2007 : Les Trois Brigands (Die drei Räuber) de Hayo Freitag : le cocher (voix)
- 2008 : L'amour toujours d'Edwin Brienen : Pygor
- 2009 : Spielzeugland Endstation de Daniel Stieglitz : Numéro 28
- 2010 : Der Atem des Himmels de Reinhold Bilgeri : le père d'Erna
- 2011 : Das schlafende Mädchen de Rainer Kirberg : Knitter
- 2011 : Katharsis de Kawo Reland : Siegfried Lugman
- 2011 : Neugierde de Carl Andersen
- 2014 : Le Terrier (Kafkas Der Bau) de Jochen Alexander Freydank : Penner
- 2015 : PPPasolini de Malga Kubiak : Pier Paolo Pasolini
- 2015 : PPPasolini Epilog de Malga Kubiak : Pier Paolo Pasolini
- 2015 : The Last Encounter de Marco Schleicher : Robert Hardberg
- 2016 : Melanijas hronika de Viesturs Kairiss : Jacob
- 2018 : Goliath96 de Marcus Richardt : le prédicateur de rue (non crédité)
- 2019 : Strawberry Moments de Renate Woltron : le rédacteur en chef
- 2019 : Portae Infernales, segment « Die Bruderschaft des östlichen Tores » de Markus Wimberger : Inspecteur Faber
- 2020 : At the Back of the Screen de Malga Kubiak : PPPasolini
- 2020 : Wie viele bist du? de Roman Padiwy : Frank Fester